# Burnside (Arizona)
Burnside ist ein Census-designated place im Apache County im US-Bundesstaat Arizona. Das U.S. Census Bureau hat bei der Volkszählung 2020 eine Einwohnerzahl von 494 ermittelt.

## Demografie
Bei der Volkszählung 2000 zählten sich 91,77 % der Einwohner zu den Ureinwohnern, 7,12 % zu den Weißen, 0,63 % zu den Latinos, 0,63 % zu anderen, 0,47 % gaben mehr als eine Rasse an.

## Verkehr
Durch Burnside verlaufen die Arizona State Route 264 und der U.S. Highway 191, die in östliche Richtung bis Ganado den gleichen Verlauf haben.